# 花椰菜嵌紋病毒
花椰菜嵌紋病毒（Cauliflower mosaic virus，簡稱CaMV）是花椰菜病毒科花椰菜病毒屬的一種病毒，屬DNA逆轉錄病毒，此病毒可感染十字花科的植物，有些毒株（D4與W260）還可感染茄科曼陀羅屬或菸草屬的物種，以桃蚜等近30種蚜蟲傳播，因此避免蚜蟲與幼苗接觸為防治此病毒感染的有效措施。
花椰菜嵌紋病毒感染的植株症狀包括植株葉片出現嵌紋、葉片組織壞死、植株矮化變形等，因病毒株、植株生態型與環境因子而異。此病毒為溫帶地區普遍的植物病毒，對十字花科作物造成相當的經濟損失，有報導指有10%市售的白菜與花椰菜均被此病毒感染。

## 病毒學

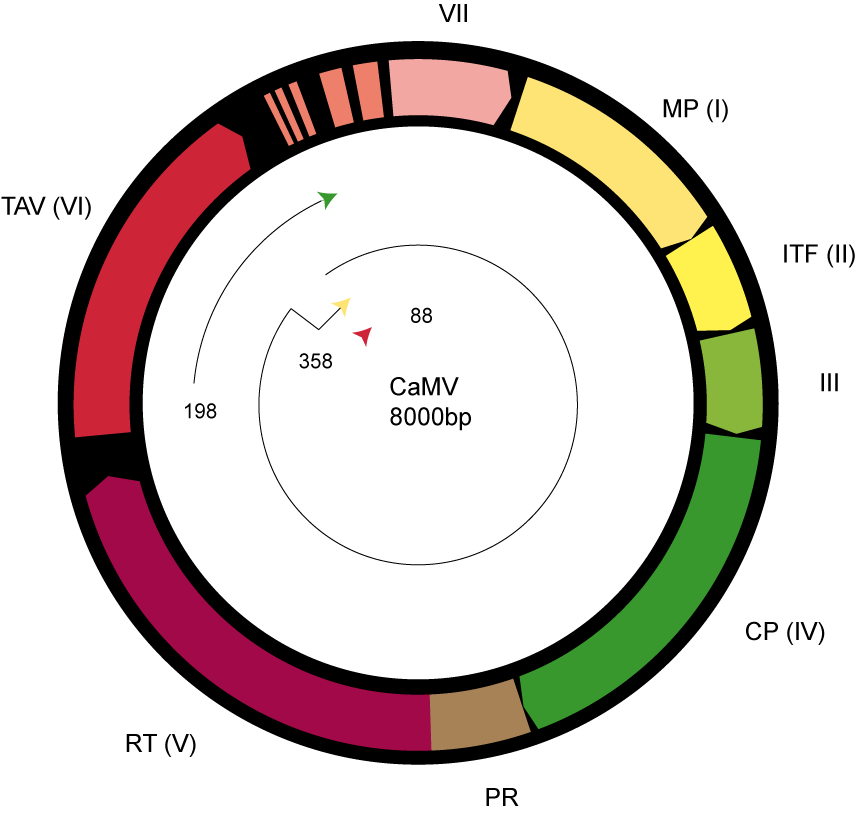
花椰菜嵌紋病毒的基因組示意圖

花椰菜嵌紋病毒的顆粒為正二十面體，直徑約52奈米；基因組為環狀雙股DNA，長約8kb，可轉錄產生35S與19S兩種mRNA，前者包含6至8個開放閱讀框，後者則只有1個開放閱讀框（ORF VI），編碼TAV蛋白。35S RNA轉譯起始時會發生核糖體分流，即核糖體跳過前方二級結構，直接跳至開放閱讀框的起始密碼子開始轉譯；另外TAV蛋白可與轉譯中的核糖體和eIF3結合，核糖體轉譯完35S RNA上的一個開放閱讀框後，再度開始轉譯下一個開放閱讀框。
許多易感植物可以miRNA和siRNA等小RNA與AGO等蛋白結合，抑制此病毒的感染，病毒基因組前端的非編碼區的RNA則可被Dicer切割產生大量小RNA，可與植物體抗病毒的miRNA和siRNA競爭結合AGO蛋白，而前端非編碼區衍生的小RNA雖也可引導AGO蛋白至病毒35S RNA的對應區域，卻因該區二級結構複雜而難以結合，進而達成抑制宿主抗病毒反應的效果。

## 應用
許多轉基因作物皆是使用花椰菜嵌紋病毒35S RNA的啟動子來表現外加的基因，有人擔憂其與人類DNA重組後可能影響人體基因表現，又因此啟動子序列與ORF VI重疊，也有人質疑其可能在作物中表現病毒蛋白，但實驗結果顯示病毒啟動子與人類DNA重組在正常條件下發生的機率極低，且此啟動子無法在哺乳動物細胞中表現蛋白。